# Ebersbach-Neugersdorf
Ebersbach-Neugersdorf es un municipio situado en el distrito de Görlitz, en el estado federado de Sajonia (Alemania). Su población a finales de 2016 era de unos 12 000 habs. y su densidad poblacional, 600 hab/km².